# University (stacja metra)
University (chiński: 大學) – jedna ze stacji MTR, systemu szybkiej kolei w Hongkongu, na East Rail Line. Znajduje się w pobliżu Chińskiego Uniwersytetu, w Ma Liu Shui. Ta stacja była pierwszą po wojnie, otwartą na tej linii i ma najbardziej zakrzywiony tor ze wszystkich stacji MTR.
Stacja została otwarta 24 września 1956.